# Кудекса (присілок)
Кудекса́ (рос. Кудекса, удм. Кудекса) — присілок у складі Каракулинського району Удмуртії, Росія.
Населення — 4 особи (2010; 12 у 2002).
Національний склад:
- росіяни — 100 %